# Den utrolige historie om den kæmpestore pære
Den utrolige historie om den kæmpestore pære er en dansk animationsfilm fra 2017 om elefanten Sebastian og katten Mitcho. Filmen er instrueret af Philip Einstein Lipski og Jørgen Lerdam og baseret på Jakob Martin Strids børnebog med samme navn. Filmen modtog gode anmeldelser og blev hurtigt solgt til over 30 lande. Den blev årets fjerde mest sete danske film i biografen med 216.645 solgte billetter.

## Medvirkende
De følgende stemmeskuespillere medvirker i filmen:
- Alfred Bjerre Larsen som Sebastian
- Liva Elvira Magnussen som Mitcho
- Peter Frödin som Professor Glykose
- Henrik Koefoed som Borgmester JB
- Peter Plaugborg som Viceborgmester Kvist
- Søren Pilmark som Ulysses Karlsen
- Jakob Oftebro som Piratkaptajnen
- Peter Zhelder som Bodegapiraten
- Bjarne Henriksen som Oldefar
- Peter Aude som Oberst Rekyl

## Handling
Mitcho og Sebastian bor i Solby. En dag bliver deres elskede borgmester, JB, væk, og viceborgmester Kvist overtager byen. Han bygger et kæmpestort nyt rådhus, som skygger for solen.
Mitcho finder en flaskepost, der indeholder et brev fra JB, hvor der står, at han er på Den Mystiske Ø. Sammen med brevet er der et frø, som Mitcho og Sebastian planter. Næste morgen er der vokset en kæmpestor pære frem og den har skubbet hele deres hus skævt.
Professor Glykose ankommer med sin atombil og udhuler pæren, og flytter alt deres inventar over i den. Han placerer den på en vogn, men da Kvist ankommer sparker han til vognen og pæren kører hele vejen ned af bakken og falder i havnen. Mitcho, Sebastian og professor Glykose sejler afsted for at finde Den Mystiske Ø. Glykose fremstiller et barylsk kompas, der kan vise dem vejen, men det virker kun med en sten fra Den Mystiske Ø, hvilket de ikke har.
De møder de frygtelige pirater som næsten stjæler deres pæreskib. Herefter bliver de i et stormvejr reddet af Ulysses Karlsen i hans mekaniske sødrage. Han har en sten fra Den Mystisk Ø, som han har fået af Sebastians oldefar, der selv havde besøgt øen. Det viser sig dog at han vil have dem til at bo med ham i sødragen for evigt, og de slipper bort fra ham og tager stenen med.
Med stenen i kompasset sejler de nu endelig den rigtige vej, men må igennem det natsorte hav. Her møder Sebastian genfærdet fra sin oldefar, der giver ham mod til at fortsætte rejsen. De når Den Mystiske Ø, hvor JB befinder sig. I øens indre får de startet en kæmpe motor, så øen kan sejle, og de begiver sig tilbage mod Solby, og når frem lige inden Kvist bliver indsat som borgmester.

## Priser og nomineringer
- Robert-prisen for årets børne- og ungdomsfilm og årets adapterede manuskript.[3]
- Filmfestivalen i Berlin. Nomineret i børnefilmskonkurrencen Generation Kplus.[4]